# Samuel Petit
 (octobre 2017).
Les informations dans cet article sont mal organisées, redondantes, ou il existe des sections bien trop longues. Structurez-le ou soumettez des propositions en page de discussion.
Avec le temps, il arrive que le contenu présent dans un article devienne désordonné. Il est souvent nécessaire de réorganiser l'article de fond en comble.
- Il faut tout d’abord répartir le contenu de l'article en plusieurs sections. Les informations doivent ensuite être exposées clairement et le plus synthétiquement possible, regroupées par sujet afin d'éviter les doublons. Quelqu'un cherchant une information précise doit pouvoir la trouver rapidement en lisant la section appropriée.
- À l'intérieur de chaque section, le texte, souvent initialement sous la forme de phrases éparses, doit être regroupé dans des paragraphes de quelques lignes, en assurant un enchaînement logique et une cohérence entre les phrases.
- Lorsque l'article ou l'une de ses sections développe trop longuement un point qui n'est pas dans le cœur du sujet traité, il convient de faire une synthèse et de transférer l'ancien contenu dans des articles plus appropriés (en cas de transfert, il faut impérativement respecter la procédure Aide:Scission).

Si vous pensez que ces points ont été résolus, vous pouvez retirer ce bandeau et améliorer le plan d'un autre article.
Pour les articles homonymes, voir Petit.
Samuel Petit, né le 25 décembre 1594 à Saint-Ambroix et mort le 12 décembre 1643, à Courbessac, est un historien français.

## Biographie

### Origine
D’une famille originaire de Paris, il était le petit-fils de François Petit qui, ayant embrassé le protestantisme, quitta Paris après la Saint-Barthélemy et passa en 1572, avec sa famille en Allemagne, d’où il vint en Suisse finir ses jours, laissant un fils, qui dès après la mort de son père se rendit à Genève, où il fut fait ministre et, de là, fut appelé dans la région de Nîmes à Saint-Ambroix. Ce fut de lui et de Noëme Olivier, sa femme, que naquit Samuel Petit, le jour de Noël de l’an 1594 ; il fut baptisé au temple.

### Enfance et formation
Samuel Petit fut élevé avec beaucoup de soin dans la connaissance des lettres humaines, où il fit des progrès étonnants. Dès l’âge de sept ans, il était versé dans la langue latine, expliquant couramment et à l’ouverture du livre les auteurs et les poètes même les plus difficiles. Son père, qui le destinait à la carrière de ministre, lui fit étudier la théologie à Genève, où il eut d’excellents maitres, parmi lesquels le savant Jean Diodati, célèbre par plusieurs ouvrages et principalement par une traduction de toute la bible en italien, dont il fit paraitre une première édition avec des notes, en 1607, à Genève.
Petit employait les heures qu'il passait hors des leçons, à apprendre les langues orientales. Dans l’espace d’une année qu’il s’appliqua à cette étude, l’hébreu, le chaldéen, le syriaque, le samaritain et l’arabe lui devinrent aussi familiers que sa langue naturelle. Son ardeur était si grande, qu’il y passait les nuits entières. On craignit pour sa santé, son père le retira de Genève et le rappela auprès de lui. Il avait alors à peine atteint sa dix-septième année.

### Début de carrière
Il fut présenté au synode des protestants du Bas-Languedoc, où on le nomma pour être ministre de Nîmes. Peu de temps après, on lui attribua deux chaires de professeur dans le collège des arts de cette ville, l’une de théologie et l’autre des langues hébraïque et grecque. Il s’attira dans ces deux emplois l’amitié, l’estime et la confiance de tons ses concitoyens. Il fut suivi d’une infinité d’écoliers qui venaient de toutes parts assister à ses leçons. Ces occupations ne l’empêchaient pas de prêcher souvent et toujours avec un très grand concours, et de visiter fréquemment les malades.

### Vie de famille
Dans sa vingt sixième année, il se maria avec Catherine Cheiron, fille d’Isaac Cheiron, docteur en droits et professeur de l’académie de Nîmes. Il en eut plusieurs enfants qui moururent jeunes, à l’exception d'Antoinette, qui fut mariée à Pierre Formi, docteur en médecine de la faculté de Montpellier et futur biographe de son beau-père.

### Élu principal du collège des arts de Nîmes
Son application à l’étude et ses succès concilièrent les suffrages publics à Petit qui fut unanimement élu par le conseil de ville au mois d’octobre de l’an 1627 principal du collège des arts de Nîmes, à la place d’Adam Abrenethée que le duc de Rohan venait de déposséder.

### Après son discours sur le projet de réunion de la religion catholique avec la protestante
En 1631, Petit écrivit un discours sur le projet de réunion de la religion catholique avec la protestante, que le cardinal de Richelieu voulait alors entreprendre. Il fut suivi dans ce genre par un ministre de la Rochelle, nommé Théophile Brachet de La Milletière, qui écrivit aussi sur cette matière. Leurs écrits furent différemment reçus parmi les protestants. Celui de Petit fut d’abord apprécié, parce qu’il tendait principalement à les réunir entre eux-mêmes, mais celui de la Milletière trouva peu de partisans, parce qu’il donnait un entier droit à l’église romaine, et qu’il entrait totalement dans les vues du cardinal : 

« Petit était en réputation d’homme de bien », écrit l’historien alençonnais Élie Benoît dans son Histoire de l’édit de Nantes, « mais il était de ceux qui se laissent enchanter par le beau nom de la concorde, et qui, parce qu’ils ont de la bonne foi, croient qu’il y en a dans tout le monde. D’ailleurs, il avait plutôt en vue la réunion des protestants entre eux, et particulièrement ceux qui suivaient la doctrine d’Arminius, condamnée au synode de Dordrecht, que celle des réformés et des catholiques. La Milletière était un évaporé, plein de lui-même, et persuadé que rien n’approchait de son mérite et de sa capacité. Il donnait le droit à l’église romaine presque en toutes choses, et dans celles qu’il ne se donnait pas la peine de justifier, il se servait d’expressions adoucies, sous prétexte de les expliquer, et il les faisait passer pour des questions qui ne devaient pas empêcher les réformés de se réunir. »

Ce ne fut pas seulement parmi ses coreligionnaires, que Petit s’acquit de l’honneur et de la gloire. Son érudition le rendit célèbre dans toute la république des lettres. Les savants de son siècle recherchèrent son amitié. De ce nombre furent deux magistrats célèbres par leur érudition : le conseiller au parlement de Provence Nicolas-Claude Fabri de Peiresc et le conseiller au parlement de Dijon Philibert de La Mare. De ce nombre furent encore les célèbres John Selden, Gérard Vossius, Pierre Gassendi, Guillaume Rivet, Turretin, Samuel Bochart, Reinesius, Gronovius, Alexandre Morus, Christophe Justel et plusieurs autres illustres savants, qui entretinrent avec lui un commerce de lettres exact, qu’on trouve encore répandues dans leurs ouvrages.
Le cardinal Bagni vint exprès en Provence trouver le conseiller Peiresc. cet illustre ami de Samuel Petit, pour avoir avec celui-ci quelques conférences sur les sciences et sur les matières les plus abstraites de la philosophie et de la chronologie. Ce cardinal fut si satisfait de l’érudition de Petit, qu’il voulut l’engager à passer en Italie et l’emmener à Rome : le pape désirait en effet extrêmement l’avoir auprès de lui, pour revoir les manuscrits du Vatican qui étaient défectueux, et avaient besoin d’être corrigés. Le cardinal l’assura qu’on trouverait des solutions et des moyens pour ne point l’inquiéter sur sa religion, et lui fit plusieurs offres avantageuses que Petit refusa toutefois, préférant les douceurs et la tranquillité de son cabinet au tumulte d’une cour.
Le cardinal ne laissa pas de donner ordre à Avignon qu’on lui remît deux cents doubles ducats pour les frais de son voyage, quand il lui plairait de l’entreprendre, voulant aussi qu’on lui remît de même cette somme, même s’il ne faisait pas le voyage, mais Petit ne voulut pas l’accepter.
Les États de Frise le nommèrent professeur honoraire à l’université de Franeker et lui en envoyèrent les provisions, avec des lettres très pressantes pour le prier d’accepter cette charge. Petit refusa encore toutes leurs offres, quelque avantageuses qu’elles fussent pour lui.
L’archevêque de Toulouse, Charles de Montchal, célèbre par sa piété et par son savoir, avait une si grande affection pour Petit, que, voulant jouir avec plus de loisir de ses entretiens, il sollicita et obtint la tenue à Nîmes des États de Languedoc.
Son cousin, le P. Petit, qui était général des Trinitaires, n’oublia rien non plus pour l’attirer à Paris où il faisait sa principale résidence, lui écrivant plusieurs fois pour cela. Comme il connaissait son zèle pour sa religion, il l’assura que jamais il ne toucherait à cet article, et lui offrit sa bibliothèque, qui était une des plus riches et des mieux fournies de Paris. Il lui promit même de le faire rentier, par son crédit, dans les anciens biens de sa famille, comme étant l’unique descendant de la branche ainée, mais Petit refusa les bons offices que voulait lui rendre ce religieux, et se contenta du médiocre patrimoine dont il jouissait à Nîmes.
Petit faisait en effet de l’étude ses plus précieuses délices. La tranquillité dont il jouissait au sein de sa famille, à laquelle il était extrêmement attaché, augmentait son bonheur. Aimant la paix, il avait le caractère doux et paisible. Charitable envers les pauvres et envers les malades qu’il aimait à visiter, il consolait les uns et les autres par des entretiens pathétiques, et les engageait à supporter chrétiennement l’état de l’adversité.
Étant une fois allé avec quelques amis voir la synagogue d’Avignon, il y trouva un rabbin qui, à leur arrivée, se mit à déclamer contre les chrétiens et contre leur foi, et à les injurier eux-mêmes personnellement, croyant que ces étrangers n’y entendraient rien, parce que son discours était en langue hébraïque. Petit le laissa dire, et, quand le discours fut fini, il lui répondit dans la même langue, avec une force et une éloquence qui déconcertèrent le rabbin et étonnèrent tout l’auditoire. Il lui prouva la certitude du christianisme, dont leur religion n’avait été que l’ombre et la figure, et l’exhorta à se rendre à ses vérités, si clairement annoncées par tous les prophètes que le rabbin, craignant les suites de ce qu’il avait avancé, se jeta à ses pieds, le conjurant de lui pardonner sa faute, ce que Petit fit de bon cœur et la chose n’alla pas plus loin.
La conversation de Petit, qui fut toujours poli et affable envers tous ceux qui l’abordaient, ne cessait d’être gaie et enjouée. Au surplus, il était robuste, mais ses longues veilles affaiblirent son tempérament et le jetèrent dans un épuisement qui dégénéra bientôt en fièvre étique. Ses forces diminuèrent chaque jour à vue d’œil. Lorsqu’il sentit approcher sa dernière heure, il fit ouvrir les fenêtres de la chambre dans sa maison de campagne et, après avoir contemplé le ciel quelque temps, il s’adressa à Antoine Cheiron, son beau-frère, qui était présent, et qui ne l’avait jamais quitté pendant sa maladie, et le pria d’aller chercher un ministre : « Non pour m’exhorter, lui » dit-il, car je serai mort avant qu’il arrive, mais pour donner quelque consolation à ma famille. » À peine eut-il prononcé ces dernières paroles qu’en effet, il rendit l’âme, dans sa quarante-neuvième année, universellement regretté de tous ses concitoyens et de tous les gens de lettres. Il avait élevé son neveu Samuel Sorbière, très tôt orphelin. 
Pierre Formi, son gendre, a fait son épitaphe en vers latins et a donné sa vie en latin, adressée à l’université d’Oxford. Il avait aussi dessein de donner au public un recueil de toutes les lettres, tant latines que françaises, que Petit avait écrites à plusieurs savants, avec leurs réponses. Ce projet présent n’a pas été exécuté. Samuel Petit avait donné, en 1630, une explication critique de divers endroits des anciens auteurs touchant les belles-lettres, la philosophie et la chronologie intitulée Miscellaneorum libri novem, in-4°, qu’il dédia au marquis d’Effiat. L’année suivante, il donna des recherches sur la chronologie, qui portent pour titre : Eclogæ chronologicæ, qu’il dédia à son ami Peiresc. Ce sont des dissertations sur la diversité des années parmi les Juifs, les Grecs, les Macédoniens, les Syriens, les Romains et les premiers chrétiens. En 1633, il fit paraître d’autres recherches curieuses, intitulées Variarum lectionum libri quatuor, in-4°, qui sont une explication des cérémonies et des mœurs des juifs et des chrétiens de l’Église primitive, divisée en quatre livres qu’il dédia à Christophe Justel. Il donna en 1635, un ouvrage fort estimé et très utile pour la connaissance des premières lois, intitulé Leges Atticæ, divisé en huit livres, qui contiennent une explication critique des anciens auteurs grecs et latins qui ont traité ces matières. Il l’adressa à François-Auguste de Thou, maitre des requêtes, fils du célèbre historien Jacques-Auguste de Thou. Enfin, en 1641, il publia des mélanges de littérature, sous le titre d’Observationum libri tres, in-4°, qui renferment des explications de divers endroits des anciens écrivains touchant les belles-lettres, la jurisprudence et l’histoire de la religion des Juifs et de celle des chrétiens, et il les dédia aux États de Frise.

### Mort
Lorsqu’il fut surpris par la mort, il travaillait à des notes sur Josèphe, qu’il divisait en deux volumes. Quoique cet ouvrage ne fût pas achevé, Mylord Clarendon, chancelier d’Angleterre, qui résidait alors à Montpellier, ne laissa pas d’en acheter, par les soins de François Graverol, avocat, le manuscrit de ses héritiers cent cinquante louis d’or, manuscrit dont il fit ensuite présent à l’université d’Oxford.
Les ouvrages de Petit furent très estimés. Le pape Urbain VIII, homme très savant et versé en tout genre d’érudition, en faisait un grand cas et se plaisait à les lire souvent. Il les fit mettre dans la bibliothèque du Vatican. Petit trouva néanmoins quelques critiques qui censurèrent ses ouvrages. Le plus ardent de tous fut son coreligionnaire Claude Saumaise. En divers endroits de ses lettres, il fonde ses recherches et ses jugements sur les auteurs grecs ou latins, et il le fait passer pour un mauvais critique et un médiocre philologue, mais on n’a pas douté que l’envie n’ait été le véritable esprit qui animait Saumaise : « Saumaise a donné lieu de croire qu’il s’était laisser aller à quelque mouvement d’envie et de chagrin, parce que Samuel Petit était plus habile que lui dans l’histoire ecclésiastique, la chronologie et le droit, et qu’il approchait assez des sentiments de l’église romaine. »